# 沖縄県道234号漢那松田線
沖縄県道234号漢那松田線（おきなわけんどう234ごう かんなまつだせん）は沖縄県国頭郡宜野座村漢那と松田とを結ぶ一般県道。

## 概要

### 区間
- 起点：国頭郡宜野座村字漢那（国道329号）
- 終点：国頭郡宜野座村字松田（国道329号）
- 総延長：6.35km（実延長も同じ）

### 通過自治体
- 国頭郡宜野座村

### 交差する路線
- 国道329号（起点・終点）
- 国道331号（同・国道329号と重複）

## 歴史・特徴
- 1987年（昭和62年）に新設の県道として指定され、1990年代後半に起点部を除き全線開通した。起点部は用地買収などで遅れていたが、2000年（平成12年）にすべて開通した。
- この道路は主に太平洋岸を通っており、快適で走りやすく、また沿線に民家がほとんどない。宜野座村の中心部を通る国道329号を避けるバイパス的な機能を果たしている。